# Kobiór (gemeente)
De gemeente Kobiór is een landgemeente in het Poolse woiwodschap Silezië, in powiat Pszczyński.
De zetel van de gemeente is in Kobiór.
Op 31 december 2005 telde de gemeente 4598 inwoners.

## Oppervlakte gegevens
In 2002 bedroeg de totale oppervlakte van gemeente Kobiór 49,5 km², waarvan:
- agrarisch gebied: 12%
- bossen: 82%

De gemeente beslaat 10,45% van de totale oppervlakte van de powiat.

## Demografie
Stand op 31 december 2005:
| Omschrijving                   | Totaal | Totaal | Vrouwen | Vrouwen | Mannen | Mannen |
| ------------------------------ | ------ | ------ | ------- | ------- | ------ | ------ |
| eenheid                        | aantal | %      | aantal  | %       | aantal | %      |
| inwoners                       | 4598   | 100    | 2311    | 50,2    | 2287   | 49,8   |
| bevolkingsdichtheid (inw./km²) | 92,9   | 92,9   | 46,7    | 46,7    | 46,2   | 46,2   |

In 2002 bedroeg het gemiddelde inkomen per inwoner 1291,92 zł.

## Aangrenzende gemeenten
Bojszowy, Orzesze, Pszczyna, Suszec, Tychy, Wyry